# 热月
热月（法語：Thermidor）是法国共和曆的第十一个月。它一般（对于某些年份有一两天的差异）对应于格里高利历的7月19日至8月17日，同时它也大致涵盖了太阳穿越黄道十二宫狮子座的时期。热月的前一个月是获月，后一个月是果月。
这个词（thermidor）的词源，根据法布尔·代格朗蒂纳共和历2年雾月3日递交给国民公会的报告《关于制作历法的委托》的术语解释，来自“七八月份来自太阳和大地的热量环拥着空气”。
共和历在1806年1月1日完成其使命，因此共和历14年并没有热月。
这个月也赋予了热月政变以及热月党的名字，在法语中大写的特指这次政变。

## 日期
每个décadi（以0结尾）都以一种农业工具命名。每个quintidi（以5结尾）均以一种普通动物命名。其余的日子以“谷物，饲料，树木，根茎，花蕊，果实”等有关植物命名。
1. 斯佩耳特小麥日
2. 毛蕊花日
3. 甜瓜日
4. 毒麥日
5. 公羊（法语：Bélier）日
6. 木贼日
7. 蒿日
8. 红花日
9. 黑莓日
10. 噴壺日
11. 柳枝稷日
12. 鹽角草日
13. 杏日
14. 罗勒日
15. 母绵羊日
16. 藥蜀葵日
17. 亚麻日
18. 扁桃日
19. 龙胆日
20. 船閘日
21. 刺苞術日
22. 續隨子日
23. 小扁豆日
24. 旋覆花日
25. 水獭日
26. 香桃木日
27. 西洋油菜日
28. 羽扇豆日
29. 棉花日
30. 磨坊日